# آراچ‌بی بانک
آراچ‌بی بانک (به انگلیسی: RHB Bank) شرکت خدمات مالی مالزیایی است، که در زمینه ارائه خدمات بانکداری خرد، وام و وام‌های مسکن، بانکداری سرمایه‌گذاری، مدیریت ثروت و خدمات بیمه فعالیت می‌کند.
آراچ‌بی بانک در سال ۱۹۹۷ در پی ادغام دی‌سی‌بی بانک (تأسیس: ۱۹۶۶) و کونگ ایک بانک (تأسیس: ۱۹۱۳)، توسط رشید حسین تأسیس شد و در حال حاضر مالک شبکه‌ای از ۱۹۴ شعبه در کشورهای هنگ کنگ، ویتنام، تایلند، مالزی، سنگاپور، اندونزی، برونئی و کامبوج می‌باشد.
شعبه مرکزی این بانک در شهر کوالالامپور قرار دارد و بخشی از سهام آن در بازار بورس مالزی معامله می‌شود.